# Parti populaire français

Logo der PPF

Die Parti populaire français (Französische Volkspartei) war eine faschistische Partei in der Dritten Französischen Republik. Die antisemitische Organisation bestand von 1936 bis 1945 und wurde vor allem durch die Kollaboration mit den Nationalsozialisten während der Besatzungszeit bekannt.

## Geschichte

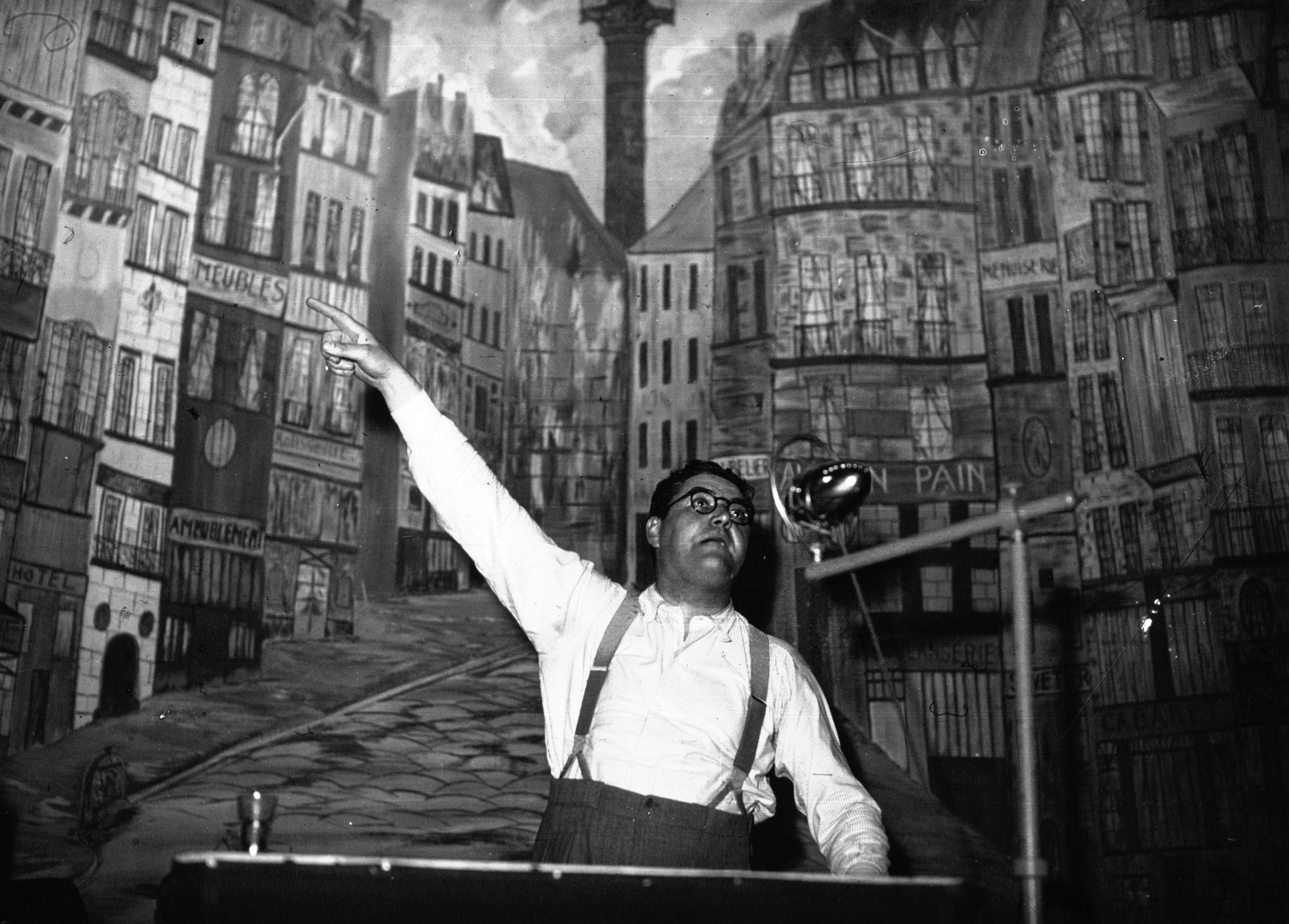
Jacques Doriot spricht bei der ersten Versammlung der Parti populaire français (1936)

Am 28. Juni 1936 gründete Jacques Doriot, ehemaliges Führungsmitglied der Parti communiste français und bis 1934 Bürgermeister von Saint-Denis, die Parti populaire français. Er wollte der von der Sowjetunion kontrollierten Kommunistischen Partei eine neue nationalistische und populistische Kraft entgegensetzen, die von Anfang an auch eine stark antisemitische Ausrichtung hatte. Die antikommunistische PPF wurde von Großunternehmen mit Geldmitteln gefördert, war von ihrer Mitgliederstruktur her jedoch vor allem eine Partei der Arbeiterklasse. Trotz antikapitalistischer Rhetorik war die PPF wirtschaftspolitisch eher auf einen gemäßigten Korporatismus hin ausgerichtet.
Obwohl die Parti populaire français sich nicht als dezidiert „faschistisch“ bezeichnete, übernahm sie auf ihren Veranstaltungen zunehmend faschistische Symbolik und Selbstdarstellung. Man propagierte die Schaffung eines „neuen Menschen“ und „neuen Europa“, ohne allerdings eine kriegerische Expansion Frankreichs anzustreben. Doriot wollte durch die PPF die Führung über eine breite nationale Volksbewegung erringen, was jedoch illusorisch blieb.
Nach der deutschen Invasion in Frankreich im Jahr 1940 näherte sich die PPF ideologisch stark an den Nationalsozialismus an. Doriots Partei wurde zum wichtigsten Kollaborateur im besetzten Teil Frankreichs, unterstützte die Deportation der französischen Juden und stellte einen Freiwilligenverband für den deutschen Krieg im Osten zusammen. Ab 1942 übernahmen Vertreter der PPF die Zivilregierung im besetzten Tunesien. Nach der Befreiung Frankreichs durch die Westalliierten setzten sich Jacques Doriot und einige seiner Anhänger ins deutsche Sigmaringen ab, wo sie mit Unterstützung der SS im Januar 1945 ein „Französisches Befreiungskomitee“ gründeten, um einen Guerillakrieg im befreiten Frankreich vorzubereiten. Doriots Tod bei einem Luftangriff der Alliierten am 22. Februar 1945 markierte zugleich das Ende der PPF. In Frankreich wurde die Partei am 8. September 1944 aufgelöst durch eine Verordnung vom 9. August 1944 (ordonnance du 9 août 1944 relative au rétablissement de la légalité républicaine sur le territoire continental).